# Chilling Visions: 5 Senses of Fear
Chilling Visions: 5 Senses of Fear – amerykański film fabularny z 2013 roku, wyreżyserowany przez Erica Englanda, Nicka Everharta, Emily Hagins, Jesse’go Hollanda, Miko Hughesa i Andy’ego Mittona. Światowa premiera filmu odbyła się w maju 2013 podczas Art of Brooklyn Film Festival w Nowym Jorku.